# Robert Towne
Robert Towne, pseudonimo di Robert Bertram Schwartz (Los Angeles, 23 novembre 1934 – Los Angeles, 1º luglio 2024), è stato uno sceneggiatore, regista, produttore cinematografico e attore statunitense.

## Biografia
Ebreo di ascendenze materne rumene e paterne russe, Towne vinse l'Oscar alla migliore sceneggiatura originale nel 1975 per il film Chinatown. 
Ottenne altre tre candidature agli Oscar: due all'Oscar alla migliore sceneggiatura non originale nel 1974 per L'ultima corvé e nel 1985 per Greystoke - La leggenda di Tarzan, il signore delle scimmie, una all'Oscar alla migliore sceneggiatura originale nel 1976 per Shampoo. 
Vinse un BAFTA alla migliore sceneggiatura nel 1974 per L'ultima corvé e Chinatown, film per il quale ottenne anche un Golden Globe per la migliore sceneggiatura nel 1975.
Lavorò da script doctor su alcuni importanti film hollywoodiani: Gangster Story (1967), Il Padrino (1972) e Armageddon - Giudizio finale (1998).
Nel 2015 partecipò alla scrittura in qualità di produttore co-esecutivo dell'ultima stagione di Mad Men, per il quale con i suoi colleghi fu premiato con un Writers Guild of America Award per la miglior serie drammatica.

## Filmografia
- L'ultima donna sulla Terra, regia di Roger Corman (1960)
- La tomba di Ligeia, regia di Roger Corman (1964)
- I nuovi centurioni, regia di Richard Fleischer (1972)
- L'ultima corvé, regia di Hal Ashby (1973)
- Chinatown, regia di Roman Polański (1974)
- Perché un assassinio, regia di Alan J. Pakula (1974)
- Yakuza, regia di Sydney Pollack (1975)
- Shampoo, regia di Hal Ashby (1975)
- Missouri, regia di Arthur Penn (1976)
- L'orca assassina, regia di Michael Anderson (1977)
- Due donne in gara, regia di Robert Towne (1982)
- Greystoke - La leggenda di Tarzan, il signore delle scimmie, regia di Hugh Hudson (1984)
- Tequila Connection, regia di Robert Towne (1988)
- Il grande inganno, regia di Jack Nicholson (1990)
- Giorni di tuono, regia di Tony Scott (1990)
- Il socio, regia di Sydney Pollack (1993)
- Love Affair - Un grande amore, regia di Glenn Gordon Caron (1994)
- Mission: Impossible, regia di Brian De Palma (1996)
- Without Limits, regia di Robert Towne (1998)
- Mission: Impossible 2, regia di John Woo (2000)
- Chiedi alla polvere, regia di Robert Towne (2006)
- Mad Men, tra gli sceneggiatori della settima stagione (2014-2015)